# Berlin Alexanderplatz (film, 2020)
Pour les articles homonymes, voir Berlin Alexanderplatz.
Pour plus de détails, voir Fiche technique et Distribution.
Berlin Alexanderplatz est un film germano-néerlandais réalisé par Burhan Qurbani, sorti en 2020.
C'est une adaptation libre du roman du même nom d'Alfred Döblin, paru en 1929.
Il est sélectionné en compétition officielle à la Berlinale 2020.

## Synopsis
Francis, 30 ans, est un réfugié de Guinée-Bissau. Il arrive à Berlin après avoir traversé la Méditerranée sur un bateau de clandestins qui a chaviré. Seul survivant du voyage, il se rend vite compte que gagner sa vie honnêtement en tant que réfugié apatride sans papiers est impossible. Francis devient Franz (en référence au roman de Doblin, le héros s'appelle Franz Bieberkopf) Franz s’efforce d’abord de rester honnête. Le trafiquant de drogue allemand Reinhold cherche les travailleurs émigrés pour les faire travailler au traffic de drogue. Il le sort de sa misère matérielle. Tout va mieux pour Franz, il devient amoureux, il pense être devenu un citoyen normal avec un passeport. Mais il est vite plongé encore plus gravement dans l'enfer du banditisme. Il perd un bras poussé à l'extérieur d'une voiture par Reinhold. Il se retrouve emprisonné. 

## Fiche technique
- Titre français : Berlin Alexanderplatz
- Réalisation : Burhan Qurbani
- Scénario : Martin Behnke et Burhan Qurbani, d'après le roman de Alfred Döblin
- Décors : Yvonne von Krockow
- Costumes : Anna Wübber
- Photographie : Yoshi Heimrath
- Montage : Philipp Thomas
- Musique : Dascha Dauenhauer
- Pays de production :  Allemagne,  Pays-Bas
- Langues originales : allemand et anglais
- Format : couleur — 2,35:1
- Genre : drame
- Durée : 183 minutes
- Dates de sortie :
  - Allemagne : 26 février 2020 (Berlinale) ; 16 juillet 2020 (sortie nationale)[1]
  - France : 11 août 2021

## Distribution
- Welket Bungué : Francis
- Albrecht Schuch : Reinhold
- Jella Haase : Mieze
- Annabelle Mandeng : Eva
- Joachim Król : Pums
- Richard Fouofié Djimeli : Ottu
- Nils Verkooijen : Berta

## Accueil

### Accueil critique
En France, le site Allociné recense une moyenne des critiques presse de 3,3/5.

## Distinctions

### Récompenses
- Deutscher Filmpreis 2020[3],[4] :  
  - Meilleur acteur dans un second rôle pour Albrecht Schuch
  - Meilleure photographie
  - Meilleur décor
  - Meilleure musique

- Festival international du film de Stockholm 2020[5] :
  - Cheval de Bronze du meilleur film
  - Meilleur acteur pour Welket Bungué

- Prix du cinéma européen 2020 : Meilleur compositeur[6]

### Sélection
- Berlinale 2020 : sélection officielle, en compétition